# St.-Peters-Stift (Goslar)

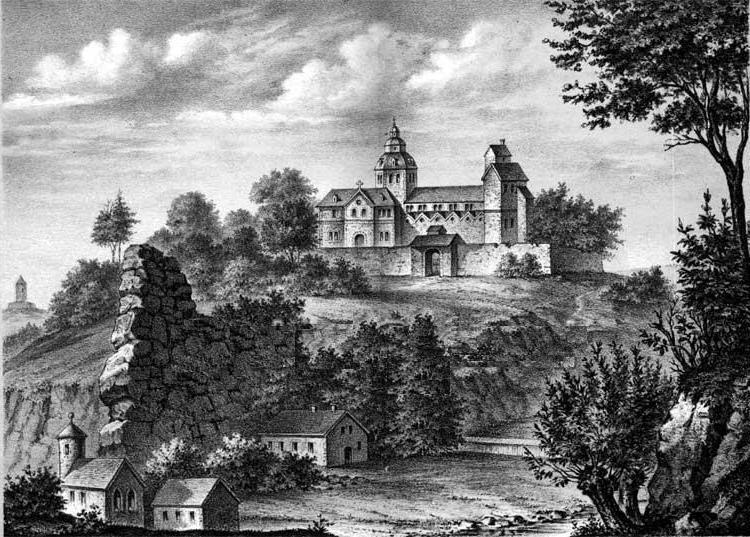
Der Petersberg mit dem Stift, im Vordergrund der Klusfelsen; Lithografie um 1874, unbekannter Künstler

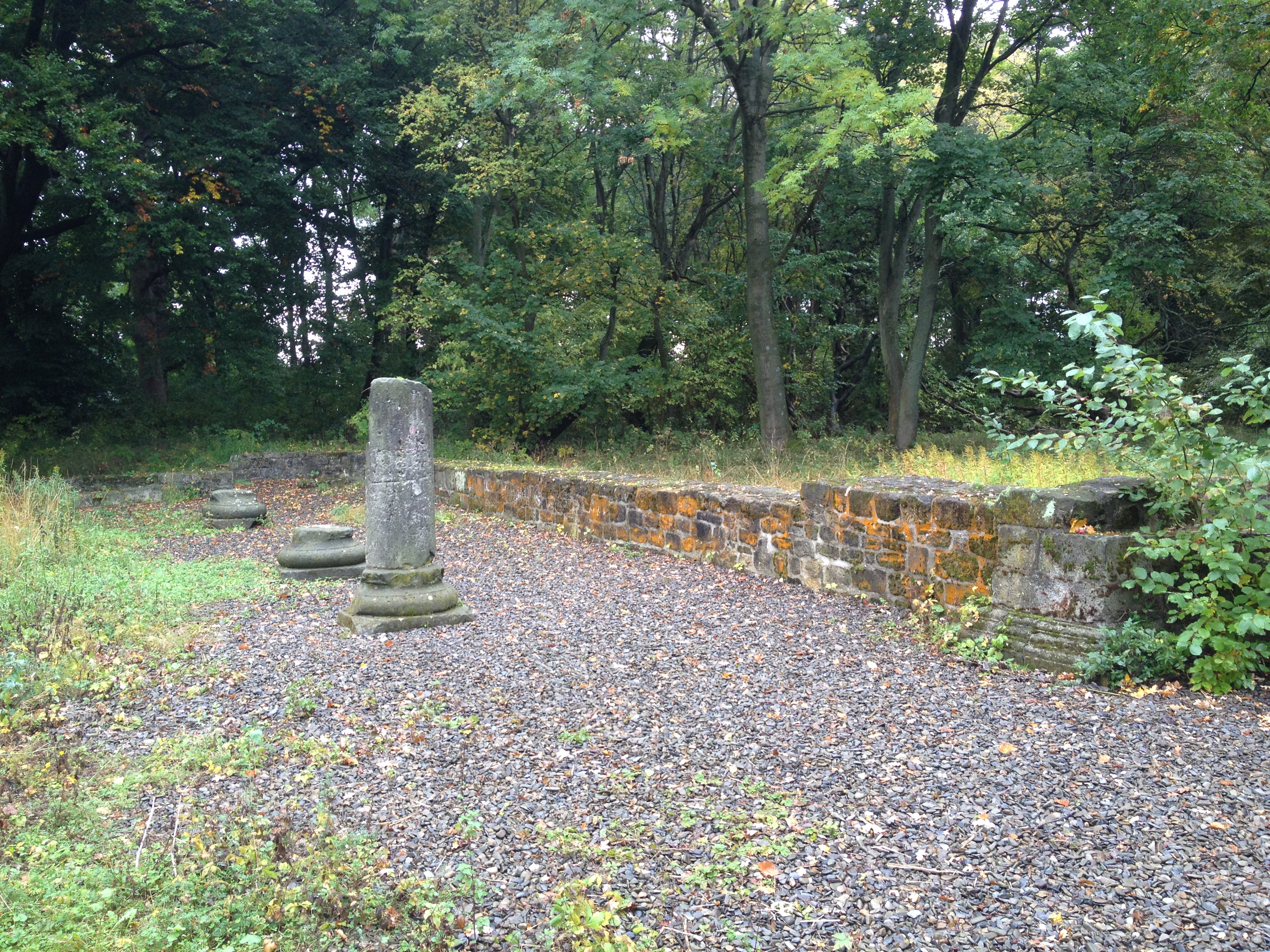
Reste der Stiftskirche heute: Blick aus dem Mittelschiff ins südliche Seitenschiff mit Säulenresten

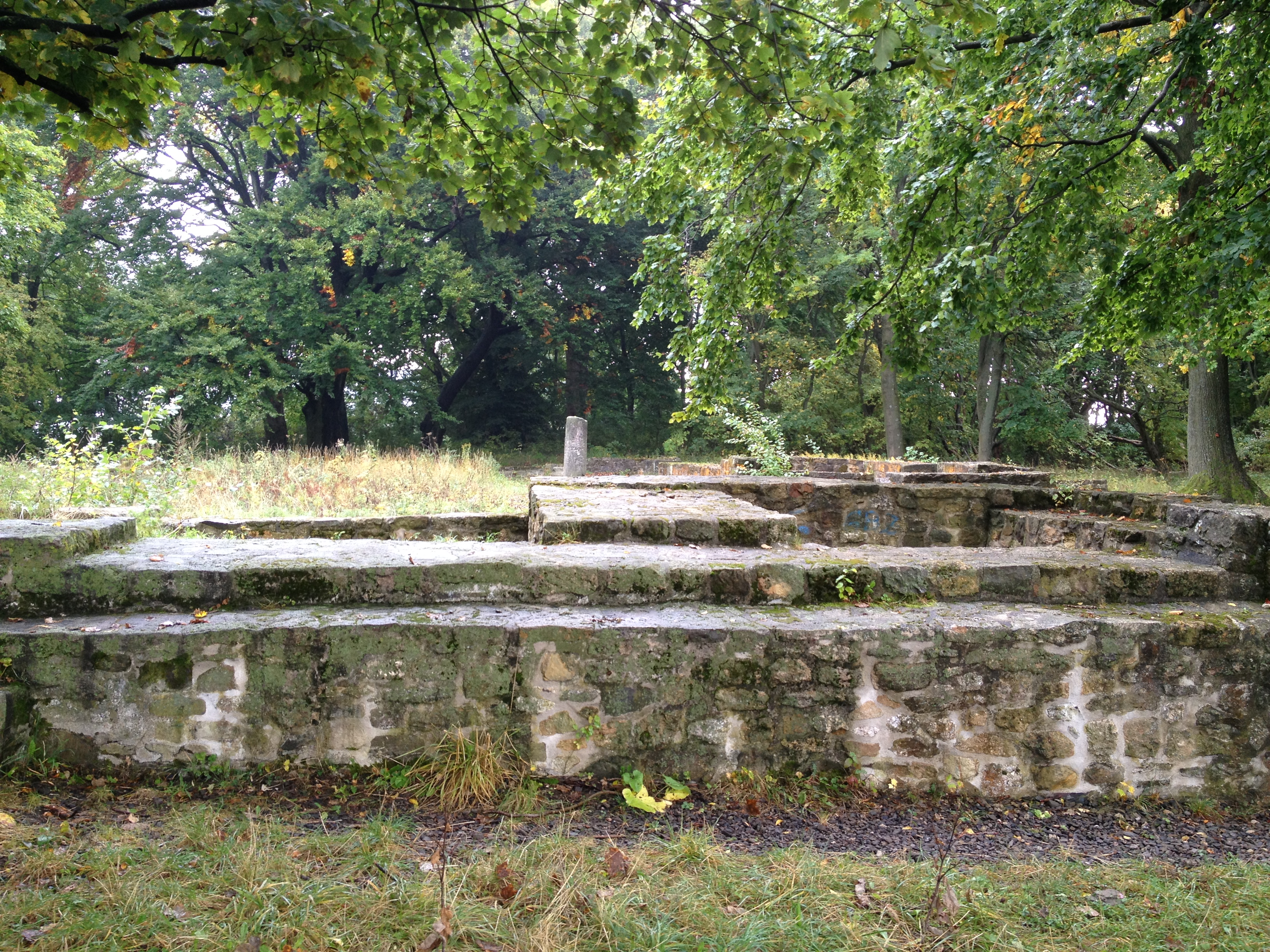
Fundamente des Westwerks

Das St.-Peters-Stift war ein reichsunmittelbares Stift auf dem Petersberg östlich der Altstadt von Goslar. Es bestand von der Mitte des 11. bis zum 15. Jahrhundert. Bei den Goslarer Unruhen 1527 wurden die Gebäude zerstört, im 18. Jahrhundert das restliche Mauerwerk als Baumaterial abgetragen.

## Geschichte
Das Petersstift wurde 1045 – zur selben Zeit wie das Pfalzstift St. Simon und Judas – von Agnes von Poitou, der Frau Heinrichs III., gegründet. Nach einer Legende wollte sie damit sowie mit der Einrichtung der Einsiedelei am Klusfelsen ein ungerechtfertigtes Todesurteil sühnen. Der Kaiser privilegierte die Stiftung.
In den folgenden Jahrhunderten blühte das Petersstift materiell und geistlich-kulturell. Mehrere seiner Pröpste stiegen zu höchsten Ämtern in Kirche und Reich auf. Die Stiftskirche wurde zu einer mächtigen Basilika mit Westwerk, Querhaus und Vierungsturm ausgebaut. Um die Wende zum 15. Jahrhundert traten jedoch Rückgang und Verfall ein. Franziskaner aus der Stadt, die die Gebäude 1422 übernahmen, konnten den Prozess nicht aufhalten. Im Jahr 1500 ging die Vogtei des Stifts an die Stadt Goslar über. Damit hatte es rechtlich aufgehört zu existieren.
Angesichts der Bedrohung Goslars durch Heinrich II. von Braunschweig-Wolfenbüttel im Jahr 1527 ließ der Rat neben dem Georgsstift, dem Heilig-Grab-Kloster und der St.-Johannes-Kirche auch das ebenfalls strategisch günstig gelegene Petersstift abtragen. Da im Jahr zuvor die Reformation eingeführt worden war, kam es nicht mehr zu einem Wiederaufbau.
Nach dem großen Stadtbrand vom 26. April 1728 wurde die Ruine als Steinbruch vor allem für den Neubau der Stephanikirche genutzt und verschwand schließlich spurlos.
Ab 1871 führte Adelbert Hotzen Grabungen und Vermessungen auf dem Petersberg durch und erstellte einen Lageplan der Gebäude. Die Mauerreste im Erdreich wurden gesichert und zeigen den Grundriss der Kirche.